# Vier Elementen (boeddhisme)
De Vier Elementen (Pali: dhatu) vormen een beschrijving van de materiële wereld door Gautama Boeddha.
De Boeddha stelde dat de fysieke wereld bestaat uit de volgende vier basis-elementen:
- Water (symboliseert cohesie en flexibiliteit)
- Aarde (symboliseert hardheid en inflexibiliteit)
- Lucht of ruimte (symboliseert materiële leegte)
- Vuur (symboliseert warmte)

Deze vier elementen zijn aanwezig in alle materiële voorwerpen. Zo bestaat een stoel uit voornamelijk aarde, een rivier uit voornamelijk water, een brandende kachel uit voornamelijk vuur, en de lucht uit voornamelijk ruimte. In het menselijk lichaam is bloed een voorbeeld van (voornamelijk) water, botten een voorbeeld van aarde, de mondholte een voorbeeld van lucht, en de warmte van het lichaam een voorbeeld van vuur. Deze vier elementen zijn aldus in de gehele materiële wereld te vinden.
Indien men deze beschrijving van de vier elementen toepast op de eigen perceptie van de wereld, krijgt men langzaamaan een objectieve kijk op de fysieke wereld. Dit maakt het makkelijker om een simpel en vredig leven te leiden, met minder zorgen. Verschillende meditatie-vormen maken gebruik van de lering van de vier elementen.
De volgende reflectie is een voorbeeld van het boeddhistische reflectie gebaseerd op de leer van de vier elementen:
De fysieke wereld is slechts water, aarde, lucht en vuur. Ze zijn aan verandering onderhevig en puur natuurlijk; niet van mijzelf of van een ander.

## Materie, Geest en Nirvana
De vier elementen worden samen ook wel aangeduid met rupa (Pali voor materie). Nama is de geestelijke of mentale wereld, waartoe bijvoorbeeld gedachten, gevoelens en herinneringen, maar ook goden of devas behoren. Nama en rupa staan in relatie tot elkaar en vormen samen de gehele wereldse werkelijkheid (de vijf khandhas).
Het Nirvana is het enige wat buiten Nama en rupa (materie en geest) staat.